# 单位换算
单位换算是指同一个量在不同计量单位之间的转换。它通常会用换算系数实现。

## 概述
换算过程取决于场合和预期目的。它们可以由规定、合同或其他标准控制。在工程学，其他需要考虑的因素包括：
- 量度结果的精准度和精密度以及測量不确定度。
- 最初量度结果的区间和公差範圍。
- 量度结果的有效数字数目。
- 量度结果的用途，包括公差。
- 单位的历史定义，以及用于旧时量度的派生单位，如英尺和美国测量英尺。

一些从单位系统之间的换算需要准确，不能增加或减少最初量度结果的精密度。这有时称为“软换算”。它不涉及改变所量度物品的物理构造。
相反，“硬换算”或“自适应换算”不需要准确。它将量度单位转为较为好用的数字和单位系统。它有时涉及物品稍微不同的构造或尺寸替换。它通常可以使用标称值。

## 系数抵消
系数抵消是利用代数换算单位的方法。
系数抵消是将以分数表达的换算系数摆放在一起，让任何同时出现在分子和分母中的因次单位都可以被抵消，直到只剩下所需的因次单位。例如，10英里每小時可以用以下换算系数转换为米每秒:
{\displaystyle {\frac {\mathrm {10~{\cancel {mi}}} }{\mathrm {1~{\cancel {h}}} }}\times {\frac {\mathrm {1609.344~m} }{\mathrm {1~{\cancel {mi}}} }}\times {\frac {\mathrm {1~{\cancel {h}}} }{\mathrm {3600~s} }}=\mathrm {4.4704~{\frac {m}{s}}} .}
每个换算系数的选择准则是一个原有单位和一个所需单位（或者某个中间单位）之间的关系。例如，因为“英里”是原有分数和{\displaystyle \mathrm {1~mi} =\mathrm {1609.344~m} }中的分子，“英里”需要是换算系数中的分母。将方程式的两方除以1英里，得{\displaystyle {\frac {\mathrm {1~mi} }{\mathrm {1~mi} }}={\frac {\mathrm {1609.344~m} }{\mathrm {1~mi} }}}，简化后变成没有因次的{\displaystyle 1={\frac {\mathrm {1609.344~m} }{\mathrm {1~mi} }}}。由于乘法單位元的性质，将任何数量乘以1，都不会改变该数量。原有分数乘以该换算系数以及秒每小时的系数后，“英里”和“小时”会抵消，所以10英里每小时等于4.4704米每秒。
再例如，工业熔炉的烟道气中氮氧化物（NOx）的浓度可以用以下资料转为质量流量，以NOx克每小时（g/h）表示：
NOx浓度= 百万分比10的体积 = 10 ppmv = 10体积单位/106体积单位
NOx摩尔质量= 46 kg/kmol = 46 g/mol
烟道气的流量= 20立方米每分钟 = 20 m3/min
烟道气在0 °C的温度和101.325 kPa的绝对压强下离开熔炉。
气体在0 °C和101.325 kPa下的摩尔体积是22.414 m3/摩尔 (单位)。
{\displaystyle {\frac {1000\ {\ce {g\ NO}}_{x}}{1{\cancel {{\ce {kg\ NO}}_{x}}}}}\times {\frac {46\ {\cancel {{\ce {kg\ NO}}_{x}}}}{1\ {\cancel {{\ce {kmol\ NO}}_{x}}}}}\times {\frac {1\ {\cancel {{\ce {kmol\ NO}}_{x}}}}{22.414\ {\cancel {{\ce {m}}^{3}\ {\ce {NO}}_{x}}}}}\times {\frac {10\ {\cancel {{\ce {m}}^{3}\ {\ce {NO}}_{x}}}}{10^{6}\ {\cancel {{\ce {m}}^{3}\ {\ce {gas}}}}}}\times {\frac {20\ {\cancel {{\ce {m}}^{3}\ {\ce {gas}}}}}{1\ {\cancel {\ce {minute}}}}}\times {\frac {60\ {\cancel {\ce {minute}}}}{1\ {\ce {hour}}}}=24.63\ {\frac {{\ce {g\ NO}}_{x}}{\ce {hour}}}}
在以上算式中抵消所有同时出现于分子和分母的因次单位后，10 ppmv的NOx浓度等于24.63 克每小时的流量。

### 复核涉及因次的方程式
系数抵消也可以用于任何数学方程式，检查左方的因次单位是否与右方的一样。两方有相同的单位，不代表方程式完全正确，但两方有不同的单位（以基本单位表示），则表示方程式有错误。
例如，考虑理想气体状态方程，PV = nRT，其中：
- 压强（P）以帕斯卡（Pa）表示
- 体积（V）以立方米（m3）表示
- 物质的量（n）以摩尔（mol）表示
- 氣體常數（R）是8.3145 Pa⋅m3/(mol⋅K)
- 温度T以开尔文（K）表示

{\displaystyle \mathrm {Pa{\cdot }m^{3}} ={\frac {\cancel {\mathrm {mol} }}{1}}\times {\frac {\mathrm {Pa{\cdot }m^{3}} }{{\cancel {\mathrm {mol} }}\ {\cancel {\mathrm {K} }}}}\times {\frac {\cancel {\mathrm {K} }}{1}}}
如上所示，在右方同时出现于分子和分母的因次单位被抵消时，方程式的两方都有相同的单位。因次分析可用来建立方程式，联系本没有关系的物理化学性质。方程式可以展示物质此前未知或被忽视的性质，而它们以剩下因次的形式出现。需要注意的是，这些“数学技巧”既有前例，也在科学界有一定的重要性。物理学基本常数普朗克常数得到“发现”时，它只是基于瑞利-金斯定律建立的抽象数学概念，以防止紫外灾变。它开始在量子物理扮演关键角色时，可以是在得到因次分析处理的同时或之后，但不能是之前。

### 限制
系数抵消只能转换线性关系的单位量，而大多数单位都符合这个关系。
例如，系数抵消不适用于摄氏度和开尔文（或华氏度）之间的换算。摄氏度和开尔文间有恒定的差，而不是恒定的比；摄氏度和华氏度间既没有恒定的差，也没有恒定的比。然而，它们之间有仿射变换（{\displaystyle x\mapsto ax+b}，而不是线性变换的{\displaystyle x\mapsto ax}）。
例如，水的冰点是0 °C和32 °F，而5 °C的变化相当于9 °F的变化，因此，要将华氏度转为摄氏度，则需要减去32 °F（参考点的差），除以9 °F，乘以5 °C（单位的比），最后加0 °C（参考点的差）。反转这个过程，则是相当于将摄氏度转换到华氏度。即使这个过程以100 °C和212 °F开始，也不会影响最后的公式。
因此，以下公式可以将华氏度的某个温度值（T[F]）转换至摄氏度的温度值（T[C]）：
T[C] = (T[F] − 32) × 5/9.
以下公式可以将摄氏度（T[C]）转换至华氏度（T[F]）：
T[F] = (T[C] × 9/5) + 32.

## 涉及非SI单位的计算
如果公式使用非SI单位，则可以先求出初步系数，再将数值代入给定/已知的数量，最后完成计算。
例如，在玻色–愛因斯坦凝聚体的研究中，原子质量（m）通常以道尔顿——而不是公斤——表示；化學位能（μ）往往以波茲曼常數乘以纳开尔文表示。
凝聚体的治愈长度由以下公式表示：
{\displaystyle \xi ={\frac {\hbar }{\sqrt {2m\mu }}}\,.}
假设有一个化学位能为（波茲曼常數乘以）128 nK的23Na凝聚体，其治愈长度（微米）可以在两步内求出：

### 计算初步系数
假设{\displaystyle m=1\,{\text{Da}},\mu =k_{\text{B}}\cdot 1\,{\text{nK}}\,}，则
{\displaystyle \xi ={\frac {\hbar }{\sqrt {2m\mu }}}=15.574\,\mathrm {\mu m} \,,}
是计算需要的初步系数。

### 计算数字
利用{\displaystyle \xi \propto {\frac {1}{\sqrt {m\mu }}}}。已知{\displaystyle m=23\,{\text{Da}},\mu =128\,k_{\text{B}}\cdot {\text{nK}}}，{\displaystyle \xi ={\frac {15.574}{\sqrt {23\cdot 128}}}\,{\text{μm}}=0.287\,{\text{μm}}}。
在编程或制造工作表中，输入数量有几种数值，这个方法也特别有用。例如，利用上面计算的初步系数，化学位能为20.3 nK的174Yb的治愈长度是{\displaystyle \xi ={\frac {15.574}{\sqrt {174\cdot 20.3}}}\,{\text{μm}}=0.262\,{\text{μm}}}。

## 软件工具
诸如试算表数据库、计算器、巨集套件或插件的函数库都安装了换算工具。很多独立应用程序也提供换算服务。例如，自由软件运动为Linux和Windows提供命令行實用程式GNU units
。